# Galinsoginae
Galinsoginae je podtribus glavočika, dio je tribusa Millerieae. Opisan je u Genera Plantarum 2(1): 198. 1873. Sastoji se od 12 rodova, od kojih je tipičan Galinsoga s jugozapada Sjedinjenih Država, i od Meksika do Argentine.

## Rodovi
1. Alepidocline S. F. Blake (6 spp.)
2. Cuchumatanea Seid. & Beaman (1 sp.)
3. Alloispermum Willd. (17 spp.)
4. Faxonia Brandegee (1 sp.)
5. Galinsoga Ruiz & Pav. (12 spp.)
6. Stenocarpha S. F. Blake (2 spp.)
7. Aphanactis Wedd. (11 spp.)
8. Oteiza La Llave (4 spp.)
9. Sabazia Cass. (16 spp.)
10. Freya V. M. Badillo (1 sp.)
11. Schistocarpha Less. (13 spp.)
12. Selloa Kunth (3 spp.)